# Soera De Pen
Soera De Pen is een soera van de Koran.
De soera is vernoemd naar de pen, genoemd in de eerste aya. De overmoedigen en de ongelovigen worden gewaarschuwd. De Dag der wederopstanding wordt aangehaald en er wordt opgeroepen geduldig te volharden, zoals de man in de vis, een verwijzing naar de profeet Yunus.

## Bijzonderheden
Ayat 17 t/m 33 en 48 t/m 50 zouden zijn geopenbaard in Medina. De pen kan verwijzen naar de vroegere Boeken, zoals de evangeliën, maar ook naar de pen die alle daden van ieder mens noteert.